# Ehab Galal
Ehab Galal (in arabo إيهاب جَلال‎?; Daqahliyya, 14 agosto 1967 – Il Cairo, 11 settembre 2024) è stato un allenatore di calcio e calciatore egiziano, di ruolo difensore.

## Biografia
Il 15 ottobre 2017 venne nominato tecnico dell'ENPPI. Il 6 gennaio 2018 subentrò alla guida dello Zamalek in sostituzione di Nebojša Jovović. Il 12 aprile venne esonerato a seguito della sconfitta contro l'Al-Ittihad Alessandria. Dopo una breve parentesi in Libia all'Al-Ahly Tripoli, il 16 dicembre 2018 firmò un contratto con l'Al-Masry. Il 21 febbraio 2020 venne esonerato dopo aver collezionato 20 punti in 16 partite. Il 1º marzo tornò sulla panchina del Misr Lel Makasa.
Il 21 marzo 2021 venne nominato tecnico dell'Ismaily. L'11 settembre sostituì Panagiōtīs Gkōnias alla guida del Pyramids.
Rescisso l'accordo con il Pyramids, il 12 aprile 2022 venne nominato CT della nazionale egiziana. Dopo aver vinto la gara d'esordio contro la Guinea, l'Egitto subì due pesanti sconfitte contro Etiopia e Corea del Sud (2-0, 4-1) che spinsero l'EFA a sollevarlo dall'incarico il 16 giugno, dopo solo tre partite.
L'8 settembre 2022 tornò alla guida dell'Al-Masry. Il 3 dicembre venne esonerato. Il 17 dicembre venne ingaggiato dal Pharco. Il 24 gennaio 2023 si dimise dall'incarico.
Il 6 agosto 2023 venne nominato tecnico dell'Ismaily. Per il tecnico egiziano si trattò di un ritorno, dopo la precedente esperienza nel 2021.
Morì al Cairo, precisamente a Heliopolis, l'11 settembre 2024 vittima di un ictus all'età di 57 anni.

## Statistiche

### Statistiche da allenatore

#### Nazionale
| Squadra | Naz               | dal            | al             | Record | Record | Record | Record | Record | Record | Record | Record     |
| Squadra | Naz               | dal            | al             | G      | V      | N      | P      | GF     | GS     | DR     | % Vittorie |
| ------- | ----------------- | -------------- | -------------- | ------ | ------ | ------ | ------ | ------ | ------ | ------ | ---------- |
| Egitto  | Egitto (bandiera) | 12 aprile 2022 | 16 giugno 2022 | 3      | 1      | 0      | 2      | 2      | 6      | −4     | 33,33      |
| Totale  | Totale            | Totale         | Totale         | 3      | 1      | 0      | 2      | 2      | 6      | −4     | 33,33      |

#### Nazionale nel dettaglio
| 2022          | Egitto        | Qual. Coppa d'Africa 2023 | -             | 2 | 1 | 0 | 1 | 50,00 | 1 | 2 | -1 |
| 2022          | Egitto        | Amichevoli                | -             | 1 | 0 | 0 | 1 | &0,00 | 1 | 4 | -3 |
| Totale Egitto | Totale Egitto | Totale Egitto             | Totale Egitto | 3 | 1 | 0 | 2 | 33,33 | 2 | 6 | -4 |

#### Panchine da commissario tecnico della nazionale egiziana
| Cronologia completa delle presenze e delle reti in nazionale ― Egitto | Cronologia completa delle presenze e delle reti in nazionale ― Egitto | Cronologia completa delle presenze e delle reti in nazionale ― Egitto | Cronologia completa delle presenze e delle reti in nazionale ― Egitto | Cronologia completa delle presenze e delle reti in nazionale ― Egitto | Cronologia completa delle presenze e delle reti in nazionale ― Egitto | Cronologia completa delle presenze e delle reti in nazionale ― Egitto | Cronologia completa delle presenze e delle reti in nazionale ― Egitto |
| Data                                                                  | Città                                                                 | In casa                                                               | Risultato                                                             | Ospiti                                                                | Competizione                                                          | Reti                                                                  | Note                                                                  |
| --------------------------------------------------------------------- | --------------------------------------------------------------------- | --------------------------------------------------------------------- | --------------------------------------------------------------------- | --------------------------------------------------------------------- | --------------------------------------------------------------------- | --------------------------------------------------------------------- | --------------------------------------------------------------------- |
| 5-6-2022                                                              | Il Cairo                                                              | Egitto                                                                | 1 – 0                                                                 | Guinea                                                                | Qual. Coppa d'Africa 2023                                             | Mostafa Mohamed                                                       | Cap: M. Salah                                                         |
| 9-6-2022                                                              | Lilongwe                                                              | Etiopia                                                               | 2 – 0                                                                 | Egitto                                                                | Qual. Coppa d'Africa 2023                                             | -                                                                     | Cap: A. El-Soleya                                                     |
| 14-6-2022                                                             | Seul                                                                  | Corea del Sud                                                         | 4 – 1                                                                 | Egitto                                                                | Amichevole                                                            | Mostafa Mohamed                                                       | Cap: A. El-Soleya                                                     |
| Totale                                                                |                                                                       | Presenze                                                              | 3                                                                     |                                                                       | Reti                                                                  | 2                                                                     |                                                                       |